# Ernest Benach
Ernest Benach i Pascual (Reus, provincia de Tarragona, 12 de noviembre de 1959) es un expolítico español y experto en comunicación que militó en Izquierda Republicana de Cataluña y fue presidente del Parlamento de Cataluña entre 2003 y 2010. Actualmente trabaja en el sector privado como consultor por cuenta propia en el mundo de la comunicación y del periodismo y como profesor colaborador del Grado de Comunicación en la Universidad Abierta de Cataluña.

## Biografía
Ernest Benach nació en Reus, el 1959. Estudió en Liceu Verge Montserrat y en el Instituto Gaudí de Reus. En 1979 entró a trabajar en la Dirección General de Transportes y, más tarde, en la Dirección General de Juventud de la Generalidad de Cataluña. 

## Juventud
En 1980, con veinte años, se volcó de lleno en la política. Fue uno de los miembros fundadores de Nacionalistas de Izquierdas, partido del cual fue candidato para Tarragona en las primeras elecciones al Parlamento de Cataluña, después de la dictadura franquista. En dicha plataforma política entró en contacto con personalidades como Jordi Carbonell, Josep Maria Espinàs, Avel·lí Artís Gener, Armand de Fluvià, Josep Bargalló, Josep-Lluís Carod-Rovira o Magda Oranich.

## Política local en Reus
En 1987 se afilió a Esquerra Republicana de Catalunya (ERC), sumándose a la Crida Nacional a ERC promovida, entre otros, por Josep-Lluís Carod-Rovira. Desde entonces ha ejercido diversos cargos vinculados al partido: concejal del Ayuntamiento de Reus (1987-2001), fue primer teniente de alcalde y regidor de Cultura, Deportes y Juventud (1987-1991), quinto teniente de alcalde (1991-1995), regidor de Política Lingüística (1995-1999) y primer teniente de alcalde y regidor de Sociedad de la información (1999-2001). 

## Etapa en el Parlamento de Cataluña
En 1992 fue elegido diputado en el Parlamento de Cataluña y comenzó su vida parlamentaria. Fue presidente de la Comisión de Agricultura de la V Legislatura y secretario segundo de la Mesa del Parlamento durante la V y VI legislaturas. El 5 de diciembre del 2003 fue elegido Presidente del Parlamento y tres años después, el 17 de noviembre del 2006, fue reelegido. Entre el octubre de 2004 y el octubre del 2005 presidió la CALRE (Conferencia de Asambleas Legislativas Regionales Europeas), un organismo que trabaja para que se tenga en cuenta el papel de los parlamentos y de los gobiernos regionales en la construcción del proyecto común europeo. 
El 2008 se presentó para ser presidente de ERC acompañado de Rafel Niubò, quien optaba al cargo de secretario general. Esta candidatura, denominada Unitat i Renovació, recibió el soporte del entonces presidente del partido, Josep-Lluís Carod-Rovira, quien ya había anunciado que no optaría a la reelección. Finalmente, no obstante, fueron elegidos Joan Puigcercós como presidente y Joan Ridao como secretario general.
En las elecciones al Parlamento de Cataluña de noviembre de 2010, Ernest Benach fue elegido número dos de la candidatura d’ERC para la circunscripción de Barcelona. A pesar de ello, y después del declive sufrido por la formación –pasó de 21 a 10 diputados-, Benach decidió no tomar posesión del escaño. 

## Sector privado
Después de dejar la primera línea política, Benach se graduó en comunicación por la Universidad Abierta de Cataluña (UOC). Desde entonces, además de dedicarse a la docencia en dicha universidad, colabora en varios medios del sector de la comunicación como Catalunya Ràdio, el diario Ara, Mundo Deportivo, así como en algunos medios digitales, organizó el TEDxReus entre 2011 y 2014 y fue ponente en TEDxAndorra la Vella, TEDxManresa y TEDxPla de la Calma, además de participar en el TEDActive de Vancouver, que tuvo lugar en 2015. 

## Escultismo y mundo casteller
Benach ha estado muy vinculado al mundo de los castellers y al del escultismo. Fue uno de los fundadores del Agrupament Escolta la Mulassa, el año 1977, que le impulsa también a participar en la dirección de Escoltes Catalans y, años después, en la Asamblea General de la World Scout Parliamentary Union, un organismo que aglutina a parlamentarios de todo el mundo vinculados con el escultismo. 
El año 1981, junto con otros ciudadanos de Reus aficionados a los castells, fue miembro fundador de la colla castellera denominada Xiquets de Reus. Entre el 1992 y el 1993 fue el cap de colla, y entre el 1994 y el 1996, ejerció de presidente. 
Entre el 2010 y el 2014 fue presidente de la Fundació Escolta Josep Carol, la fundación del escultismo laico de Cataluña.

## Libros publicados
- Política 2.0 (Angle, Bromera i Cossetània, 2010) ISBN 978-84-9824-663-6
- Mort certa, hora incerta (Pagès, 2012)  / ¿Una eternidad digital?. Vida y muerte, antes y después de internet (Milenio, 2012)

## Premios y reconocimientos
- 2012- Premio de ensayo Josep Vallverdú (conjuntamente con Miquel Pueyo) por el ensayo sobre la identidad digital y la muerte digital.